# 黃吉士
黃吉士（1557年—1620年），字叔相，號雲蛟，直隶大名府内黄县人，軍籍，明朝政治人物。官至顺天府府丞。

## 生平
万历七年（1579年）己卯科順天府鄉試举人，万历十七年（1589年）己丑科三甲一百六十四名进士。兵部觀政，十八年授行人司行人，十九年丁憂。二十一年補原职，二十九年升浙江道御史，巡按宣大，三十三年巡按淮揚，三十五年瓜儀儹運，在諫垣多年。萬歷三十七年（1608年）七月升顺天府府丞、署府尹，三十九年調用南京。晚年致仕归，兴办义学，设立义田、义仓。卒年六十四，入祀乡贤。

## 墓葬
黄吉士墓在内黄县城东，为内黄县文物保护单位，近年遭破坏。

## 家族
曾祖黄清，巡检。祖黄祖芳。父黄琉，歲贡。